# Antrozous pallidus
Antrozous pallidus е вид бозайник от семейство Гладконоси прилепи (Vespertilionidae). Възникнал е преди около 4,9 млн. години по времето на периода неоген. Видът е незастрашен от изчезване.

## Разпространение
Разпространен е в Канада (Британска Колумбия), Куба, Мексико и САЩ (Айдахо, Аризона, Вашингтон, Калифорния, Канзас, Колорадо, Монтана, Невада, Ню Мексико, Оклахома, Орегон, Тексас, Уайоминг и Юта).

## Описание
Теглото им е около 22,2 g. Имат телесна температура около 34 °C.
Продължителността им на живот е около 9,1 години. Популацията на вида е стабилна.